# Azambuja (stacja kolejowa)
Azambuja (port: Estação Ferroviária da Azambuja) – stacja kolejowa w Azambuja, w regionie Lizbona, w Portugalii. Jest obsługiwana wyłącznie przez pociągi regionalne i podmiejskie CP Urbanos de Lisboa, przez Linha da Azambuja, która jest dla niej stacją końcową.

## Charakterystyka
Znajduje się ona w miejscowości Azambuja, na Largo da Estação.

## Historia
Odcinek między Carregado i Virtudes został otwarty w dniu 31 lipca 1857. W tym samym czasie otwarto stację kolejową.

## Linie kolejowe
- Linha do Norte